# Зимний чемпионат России по плаванию 2002
Зимний чемпионат России по плаванию 2002 года прошёл с 11 по 15 марта в Москве в бассейне СК «Медведково» (25 м). По итогам турнира был утверждён состав сборной России на чемпионат мира по плаванию на короткой воде, который прошёл через месяц в московском СК «Олимпийский».

## Призёры

### Мужчины

#### 50 м, вольный стиль
Леонид Хохлов (Санкт-Петербург — Ульяновская область) — 22,30

 Игорь Марченко (Санкт-Петербург — Ростовская область) — 22,55

 Иван Усов (Красноярский край — Омская область) — 22,56

 Павел Балашов (Москва-1) — 22,56

#### 100 м, вольный стиль
Денис Пиманков (ХМАО) — 48,07

 Андрей Капралов (Санкт-Петербург) — 49,04

 Леонид Хохлов (Санкт-Петербург — Ульяновская область) — 49,38

#### 200 м, вольный стиль
Дмитрий Чернышов (Омская область) — 1.48,70

 Илья Никитин (Волгоградская область — Алтайский край) — 1.48,74

 Денис Родкин (Волгоградская область — Самарская область) — 1.48,92

#### 400 м, вольный стиль
Илья Никитин (Волгоградская область — Алтайский край) — 3.46,27

 Денис Родкин (Волгоградская область — Самарская область) — 3.50,43

 Юрий Уфимцев (Москва-1) — 3.52,62

#### 800 м, вольный стиль
Алексей Филипец (Ростовская область) — 7.52,36

 Антон Саначев (Удмуртия) — 7.56,05

 Илья Никитин (Волгоградская область — Алтайский край) — 8.00,17

#### 1500 м, вольный стиль
Антон Саначев (Удмуртия) — 15.10,47

 Иван Иванов (Волгоградская область) — 15.13,22

 Евгений Нацвин (Новосибирская область) — 15.27,35

#### 50 м на спине
Сергей Остапчук (Приморский край) — 24,58

 Дмитрий Смирнов (Санкт-Петербург) — 25,45

 Аркадий Вятчанин (Коми — Ростовская область) — 25,62

#### 100 м на спине
Сергей Остапчук (Приморский край) — 53,8

 Евгений Алешин (Нижегородская область) — 54,12

 Владислав Аминов (Омская область — Красноярский край) — 54,42

#### 200 м на спине
Сергей Остапчук (Приморский край) — 1.56,46

 Аркадий Вятчанин (Коми — Ростовская область) — 1.57,53

 Михаил Гвоздев (Ростовская область) — 1.59,50

#### 50 м, брасс
Арсений Маляров (Москва-1) — 27,35

 Сергей Герасимов (Омская область) — 28,02

 Анатолий Новиков (Санкт-Петербург-1 — Мурманская область) — 28,23

#### 100 м, брасс
Арсений Маляров (Москва-1) — 59,91

 Роман Ивановский (Самарская область — Волгоградская область) — 1.00,78

 Артем Слуднов (Омская область) — 1.00,98

#### 200 м, брасс
Андрей Иванов (Санкт-Петербург) — 02.09.1930

 Арсений Маляров (Москва-1) — 2.10,25

 Сергей Герасимов (Омская область) — 2.10,60

#### 50 м, баттерфляй
Игорь Марченко (Санкт-Петербург — Ростовская область) — 23,52

 Евгений Коротышкин (Москва-1) — 23,7

 Алексей Иванов (Нижегородская область) — 24,41

#### 100 м, баттерфляй
Игорь Марченко (Санкт-Петербург — Ростовская область) — 52,09

 Евгений Коротышкин (Москва-1) — 53,27

 Анатолий Поляков (Ростовская область — Коми) — 53,38

#### 200 м, баттерфляй
Анатолий Поляков (Ростовская область — Коми) — 1.56,11

 Андрей Сырых (Ставропольский край) — 1.58,51

 Илья Скрыдлов (Санкт-Петербург) — 1.59,03

#### 100 м, комплексное плавание
Роман Ивановский (Самарская область — Волгоградская область) — 55,83

 Игорь Марченко (Санкт-Петербург — Ростовская область) — 56,2

 Алексей Зацепин (Татарстан) — 56,2

#### 200 м, комплексное плавание
Алексей Зацепин (Татарстан) — 2.00,38

 Игорь Березуцкий (Волгоградская область) — 2.00,84

 Анатолий Поляков (Ростовская область — Коми) — 2.02,38

#### 400 м, комплексное плавание
Игорь Березуцкий (Волгоградская область) — 4.14,54

 Алексей Ковригин (Красноярский край) — 4.15,71

 Алексей Зацепин (Татарстан) — 4.17,60

#### Эстафета 4 × 100 м, вольный стиль
Санкт-Петербург (Игорь Марченко, Леонид Хохлов, Сергей Любимов, Андрей Капралов) — 3.20,19

 Омская область (Максим Виноградов, Сергей Зыков, Дмитрий Чернышев, Владислав Аминов) — 3.24,46

В/к Волгоградская область (Борисов, Максим Скрынников, Денис Родкин, Илья Никитин) — 3.25,42

 Свердловская область (Сергей Егошин, Юрий Прилуков, Алексей Матушкин, Антон Панихидин) — 3.25,55

#### Эстафета 4 × 200 м, вольный стиль
Волгоградская область-1 (Денис Родкин, Сергей Филиппов, Илья Никитин, Игорь Березуцкий) — 7.16,64

 Москва-1 (Юрий Уфимцев, Сергей Лавренов, Денис Фалалеев, Павел Балашов) — 7.22,47

 Санкт-Петербург (Андрей Капралов, Александр Четыркин, Алексей Василенок, Павел Турлов) — 7.25,69

#### Эстафета 4 × 100 м, комбинированная
Санкт-Петербург (Игорь Смирнов, Андрей Иванов, Игорь Марченко, Андрей Капралов) — 3.36,18

 Москва-1 (Павел Комаров, Арсений Маляров, Евгений Коротышкин, Павел Балашов) — 3.38,03

 Омская область (Владислав Аминов, Артём Слуднов, Дмитрий Чернышов, Сергей Зыков — 3.42,96

### Женщины

#### 50 м, вольный стиль
Марина Чепуркова (Москва-1) — 25,06

 Екатерина Кибало (Волгоградская область — Краснодарский край) — 25,17

 Екатерина Иноземцева (Нижегородская область) — 26,06

#### 100 м, вольный стиль
Марина Чепуркова (Москва-1) — 54,82, РР

 Любовь Юдина (Волгоградская область) — 55,69

 Екатерина Кибало (Волгоградская область — Краснодарский край) — 56,11

#### 200 м, вольный стиль
Полина Шорникова (Волгоградская область — Кировская область) — 1.59,86

 Ирина Коровина (Москва-1 — Коми) — 2.01,14

 Ольга Богословенко (Волгоградская область) — 2.01,51

#### 400 м, вольный стиль
Полина Шорникова (Волгоградская область — Кировская область) — 4.09,50

 Ирина Коровина (Москва-1 — Коми) — 4.10,02

 Александра Маланина (Волгоградская область) — 4.11,63

#### 800 м, вольный стиль
Ирина Уфимцева (Новосибирская область) — 8.33,00

 Ирина Коровина (Москва-1 — Коми) — 8.33,84

 Дарья Белякина (Волгоградская область — Рязанская область) — 8.36,49

#### 1500 м, вольный стиль
Ирина Уфимцева (Новосибирская область) — 16.17,02

 Дарья Белякина (Волгоградская область — Рязанская область) — 16.27,69

 Яна Толкачева (Волгоградская область — Кировская область) — 16.36,59

#### 50 м на спине
Станислава Комарова (Москва-1) — 28,60

 Анна Гузовская (Башкортостан) — 29,40

 Мария Гребенюк (Краснодарский край) — 29,77

#### 100 м на спине
Станислава Комарова (Москва-1) — 1.00,61

 Ирина Раевская (Пензенская область) — 1.02,89

 Анастасия Слободских (Удмуртия) — 1.03,89

#### 200 м на спине
Станислава Комарова (Москва-1) — 2.09,01

 Ирина Жибурт (ХМАО) — 2.14,02

 Анна Чистова (Калужская область) — 2.14,36

#### 50 м, брасс
Елена Богомазова (Санкт-Петербург) — 31,22, РР

 Екатерина Кормачева (Москва-1) — 31,63

 Евгения Алехина (Волгоградская область) — 32,17

#### 100 м, брасс
Елена Богомазова (Санкт-Петербург) — 1.07,67, РР

 Екатерина Кормачева (Москва-1) — 1.08,33

 Ольга Бакалдина (Волгоградская область) — 1.08,34

#### 200 м, брасс
Екатерина Кормачева (Москва-1) — 2.25,97

 Евгения Алехина (Волгоградская область) — 2.26,24

 Ольга Бакалдина (Волгоградская область) — 2.27,65

#### 50 м, баттерфляй
Наталья Сутягина (Пензенская область) — 27,10

 Ирина Беспалова (Санкт-Петербург-1 — Архангельская область) — 27,55

 Анна Гузовская (Башкортостан) — 27,91

#### 100 м, баттерфляй
Ирина Беспалова (Санкт-Петербург-1 — Архангельская область) — 59,02

 Наталья Сутягина (Пензенская область) — 59,06

 Ирина Жибурт (ХМАО) — 1.01,40

#### 200 м, баттерфляй
Наталья Сутягина (Пензенская область) — 2.10,82

 Ирина Беспалова (Санкт-Петербург-1 — Архангельская область) — 2.11,35

 Юлия Брежнева (Оренбургская область) — 2.18,54

#### 100 м, комплексное плавание
Оксана Веревка (ХМАО) — 1.02,82

 Екатерина Виноградова (Москва-1) — 1.03,55

 Татьяна Литовченко (ХМАО) — 1.03,88

#### 200 м, комплексное плавание
Оксана Веревка (ХМАО) — 2.13,30

 Яна Толкачева (Волгоградская область — Кировская область) — 2.15,31

 Екатерина Виноградова (Москва-1) — 2.16,16

#### 400 м, комплексное плавание
Яна Толкачева (Волгоградская область — Кировская область) — 4.40,13

 Яна Мартынова (Татарстан) — 4.44,58

 Екатерина Виноградова (Москва-1) — 4.47,83

#### Эстафета 4 × 100 м, вольный стиль
Волгоградская область-1 (Любовь Юдина, Екатерина Кибало, Дарья Паршина, Полина Шорникова) — 3.44,76, РР

 Свердловская область (Екатерина Насырова, Динара Мингаждинова, Александра Куликова, Наталья Шалагина) — 3.49,27

 Омская область (Светлана Карпеева, Василиса Владыкина, Ольга Орлова, Александра Машкова) — 3.54,78

#### Эстафета 4 × 200 м, вольный стиль
В/к Волгоградская область (Полина Шорникова, Любовь Юдина, Александра Маланина, Ольга Богословенко — 8.00,48, РР

 Свердловская область (Наталья Шалагина, Екатерина Насырова, Александра Куликова, Динара Мингаждинова — 8.19,48

 Коми (Ирина Стодух, Екатерина Чаирова, Светлана Федулова, Ирина Коровина — 8.32,18

 Санкт-Петербург (Ирина Федюкова, Татьяна Кузьмичева, Мария Лисицына, Мария Жарук — 8.37,27

#### Комбинированная эстафета 4 × 100 м
Москва-1 (Станислава Комарова, Екатерина Кормачева, Екатерина Виноградова, Марина Чепуркова — 4.08,44

 Санкт-Петербург (Мария Погодина, Елена Богомазова, Ирина Беспалова, Ирина Федюкова — 4.13,25

 Пензенская область (Ирина Раевская, Екатерина Уменова, Екатерина Матяшова, Ольга Киселева — 4.15,64